# Onigiri
L'onigiri (御握り; おにぎり?), conosciuto anche come omusubi (御結び; おむすび?), è un tipico spuntino  della cucina giapponese, composto da una polpetta di riso bianco con un cuore di salmone (shake), tonno (tsuna), o altro, con l'aggiunta di vari possibili condimenti, come l'umeboshi, il sesamo, ecc. Di solito, l'onigiri ha una forma a sezione triangolare, con una striscia di alga nori su un lato perché possa essere afferrato comodamente: si tratta, infatti, di un cibo destinato spesso al consumo per strada.
Gli onigiri sono uno dei simboli della cucina giapponese ed esistono negozi specializzati chiamati onigiri-ya che vendono solo onigiri fatti a mano nelle diverse varianti.

## Storia

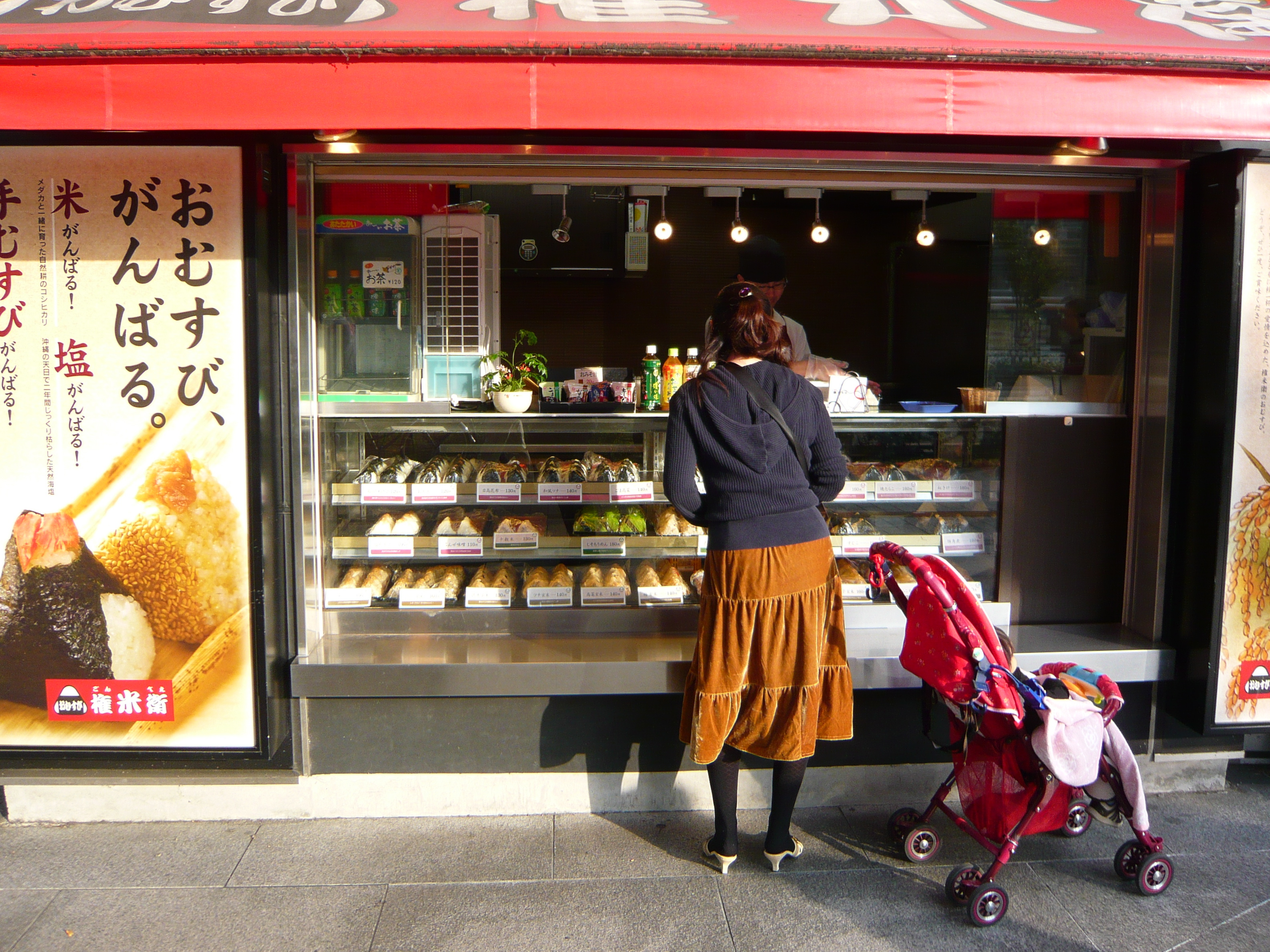
Negozio di onigiri vicino alla stazione di Akihabara, Tokyo

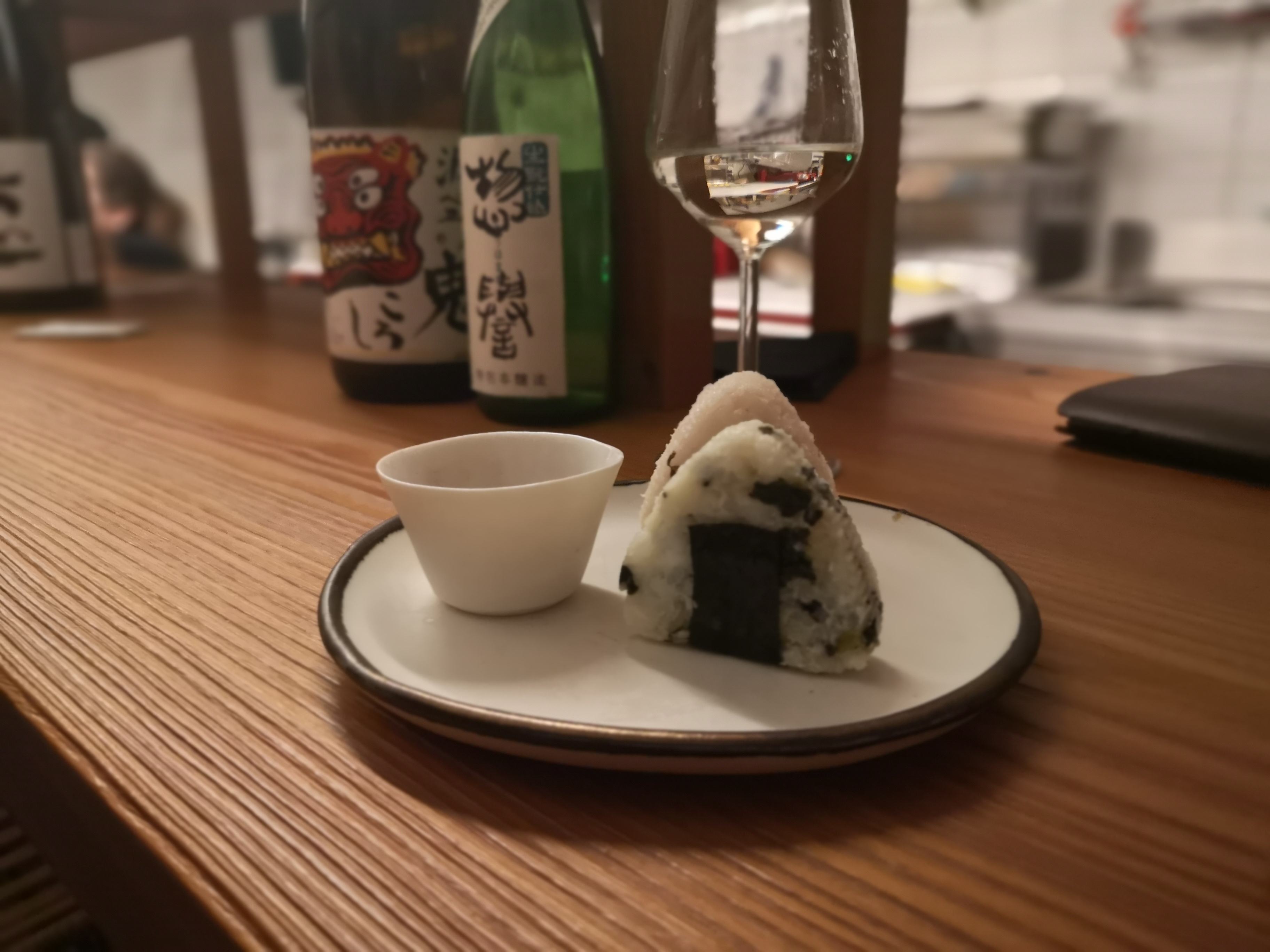
Un piattino con due Onigiri

Il Murasaki Shikibu Nikki, ovvero il diario di Shikibu Murasaki (in inglese è anche conosciuta come "Lady Murasaki"), testimonia che queste palle di riso erano presenti già nel suo periodo, l'XI secolo. Queste palle venivano chiamate tojiki e spesso venivano consumate in picnic all'aperto.
Altri testi del XVII secolo testimoniano che molti samurai erano soliti conservare delle polpette di riso nelle foglie di bambù come spuntino per il pranzo durante la guerra.
Le origini degli onigiri comunque risalgono a molto prima di Shikibu Musaraki. Prima che l'uso delle bacchette si diffondesse in tutto il territorio, nel periodo Nara il riso veniva spesso ridotto a palla per essere consumato più rapidamente e facilmente. Nel periodo Heian il riso veniva inoltre ridotto a forme rettangolari e consumato poi in un piatto.
Dal periodo Kamakura al tardo periodo Edo gli onigiri erano usati come pasto veloce, e consistevano in semplici polpette di riso con l'aggiunta di sale all'esterno. In seguito si diffusero con un'enorme varietà e con gli ingredienti più disparati, che consistono solitamente in qualunque tipo di pesce (più che altro salmone) e quasi mai la carne.

## Varie forme di onigiri
Un onigiri può avere diverse forme: la più comune è quella triangolare; può essere anche preparato con una forma sferica o cilindrica (tawara).